# Amanda och Herman
Amanda och Herman, även känd som Amanda satt med en krans i håren är ett svenskt skillingtryck, med samma melodi som Värnamovisan. Sången finns bland annat med i Olle Hellboms filmatisering av Emil i Lönneberga.
Den handlar om Amanda som dränker sig efter att hennes älskade Herman varit otrogen med kvinna vid namn Elin.
| ” | Amanda gångar sig ned till stranden, hon vinkar avsked med vita handen: "Adjö, farväl, min otrogna vän, vi träffas åter i himmelen!" | „ |